# زولا (ممثل)
زولا (بالإنجليزية: Zola)‏ هو مغني وممثل جنوب أفريقي، ولد في 24 أبريل 1977 في سويتو في جنوب أفريقيا.

## أعمال

### أفلام
- (2005) تسوتسي[5]

## وصلات خارجية
- زولا على موقع IMDb (الإنجليزية)
- زولا على موقع ميوزك برينز (الإنجليزية)
- زولا على موقع ديسكوغز (الإنجليزية)
- زولا على موقع قاعدة بيانات الفيلم (الإنجليزية)